# Antonio Tagliamonte
Antonio Tagliamonte (Napoli, 1825 ? – Napoli, 1890 ?) è stato un giurista e politico italiano.

## Biografia
Antonio Tagliamonte, nato nel quartiere di Secondigliano a Napoli, fu avvocato presso la Corte Suprema di Giustizia in Napoli, Cavaliere nel Regno delle Due Sicilie e Consigliere Anziano alla Deputazione Provinciale di Napoli dal 1872 al 1877.
Fu autore di numerosi articoli e saggi di diritto civile, pubblico ed ecclesiastico, ove affrontò complesse questioni attinenti allo status giuridico di varie Istituzioni, nel delicato momento del passaggio dei beni dal Regno delle Due Sicilie allo Stato Italiano.
In particolare affrontò la questione della titolarità dei seguenti Enti: la Chiesa dei Santi Cosma e Damiano a Secondigliano; il Collegio dei Cinesi di padre Matteo Ripa (oggi Università di Napoli L'Orientale) a Napoli; l'Abbazia di Pianella a Pescara.
Alla fine del sec. XIX gli fu dedicata una strada a Napoli.

## Opere
- La Monarchia dell'Ex Reame di Napoli. Era Ereditaria, cioè Patrimoniale. Conseguenze legali che ne dipendono, Napoli, 1880.
- Poche parole sui fatti avvenuti in pregiudizio della contessa di Aquila, principessa imperiale d. Brasile e d. famiglia d. stessa. Napoli, Stamp. del Fibreno, 1870
- Come l'Abbadia di sant'Antonio Abate in Pianella sia dell'inclito Ordine Costantiniano di San Giorgio, Napoli , Stamp. del Fibreno, 1868
- Memorandum pel Collegio e Congregazione dei Cinesi in Napoli - Il collegio e congregazione dei cinesi non è colpito dal decreto di soppressione, Napoli, 1866